# Пионер (Амурская область)
Пионе́р — село в Магдагачинском районе Амурской области России. Входит в сельское поселение Дактуйский сельсовет.

## География
Расположено в 30 км к северо-востоку от центра сельского поселения, села Дактуй, в 13 км к востоку от посёлка Апрельский, в богатом золотом Гонжинском рудном районе.

## История
В советский период действовал прииск «Пионер», положивший начало селу. В связи с истощением запасов золота прииск закрылся. В 2008 году на месторождении, к востоку от села на территории Зейского района, запущен в эксплуатацию пусковой горно-гидрометаллургический комплекс рудника «Пионер» — одного из крупнейших в стране золотодобывающих предприятий. Вместе с тем село Пионер пришло в полный упадок — в населённом пункте отсутствует электроэнергия и магазины.

## Население
| 2002 | 2010 | 2012 | 2013 | 2014 | 2015 | 2016 |
| ---- | ---- | ---- | ---- | ---- | ---- | ---- |
| 65   | ↘46  | ↘40  | ↘36  | ↘34  | ↘32  | ↘30  |
| 2017 | 2018 |      |      |      |      |      |
| ↗33  | ↘30  |      |      |      |      |      |

## Экономика
В 7 км к востоку от села Пионер расположено одно из крупнейших на Дальнем Востоке золотодобывающих предприятий — рудник «Пионер» группы «Петропавловск». В 2013 году объём производства составил 314 850 унций золота, что делает рудник одним из крупнейших месторождений золота в России.
Рудник расположен на границе Магдагачинского и Зейского районов Амурской области, приблизительно в 40 км от станции Тыгда на Транссибирской магистрали. Ближайший аэропорт расположен приблизительно в 60 км от рудника, в городе Зея. Между «Покровским рудником» и «Пионером» организовано превосходное автотранспортное соединение. Относительно близкое расстояние от «Покровского» (приблизительно 35 км) позволяет использовать некоторые объекты инфраструктуры этого рудника.
Группа приобрела лицензию на разведку, разработку и добычу золота на месторождении «Пионер» в 2001 году. В 2008 году на месторождении запущен в эксплуатацию пусковой горно-гидрометаллургический комплекс. Запуск новой очереди 25 сентября 2009 года значительно увеличил производство золота в Амурской области. 3 июля 2010 года начато промышленное производство на третьей очереди ГГМК «Пионер».

## Происшествия
19 марта 2024 года в шахте рудника произошёл обвал. Заблокированными на отметке 125 метров под землёй оказались 13 горняков, о состоянии которых двое суток спустя ничего не известно. Ведётся откачка воды и пульпы. Бурятся скважины для подачи воздуха.
Возбуждено уголовное дело о нарушении требований безопасности при проведении работ (статья 216 УК РФ).
Сутками позже был переоценен объём обвалившейся породы: с 80 до 195 кубометров.
1 апреля 2024 года спасательная операция была прекращена, 13 шахтёров остались погребенными под завалом.